# De School
De School was een nachtclub in Amsterdam. De club was gevestigd in de Dr. Jan van Breemenstraat in een voormalig LTS-schoolgebouw in Nieuw-West, naar een ontwerp van Ben Ingwersen.
De School was de meest toonaangevende nachtclub van Nederland en werd wereldwijd geprezen. De club was de hoogst genoteerde, Nederlandse nachtclub op de ranglijst van beste clubs ter wereld, samengesteld door het Britse tijdschrift DJ Magazine. De club stond op de 39ste plaats.
Juli 2023 maakte de organisatie achter De School bekend dat halverwege januari 2024 de nachtclub definitief de deuren zou gaan sluiten.

## Geschiedenis
De School opende in 2016 zijn deuren als cultureel centrum met een 24-uursvergunning. Het centrum bestond uit een restaurant, café, expositieruimte, gymzaal en wereldwijd geprezen nachtclub. De organisatie was in handen van Post CS, de organisatoren achter de eerder gesloten succesvolle nachtclub TrouwAmsterdam. Na opening werd De School al snel een toonaangevende broedplaats met een progressief en inclusief karakter.

### Tijdelijke sluiting nachtclub in 2020
In juli 2020 sloot de nachtclub zijn deuren onder andere door het opgelaaide protest tegen racisme na de dood van George Floyd op 25 mei 2020 door de Black Lives Matter-beweging; De School zou een aantal racistische incidenten genegeerd hebben. Er was kritiek op het gebrek aan diversiteit in de organisatie, de programmering en het deurbeleid van de club. Het centrum had tevens te maken met de gevolgen van de coronapandemie en de coronacrisis in Nederland, en de organisatie kampte met financiële problemen. Het restaurant en café bleven geopend. Op 9 september 2022 opende de club opnieuw de deuren.

### Sluiting in 2024
De organisatie maakte bekend dat de nachtclub begin 2024 zou sluiten. De nachtclub had al sinds de opening in 2016 een tijdelijk karakter. Op de locatie aan de Dr. Jan van Breemenstraat heeft de gemeente plannen voor woningbouw. De organisatoren maakten kenbaar een nieuwe nachtclub te willen openen in Amsterdam. In het weekend van 12 januari 2024 organiseerde De School het laatste marathon-evenement genaamd Het Einde, het duurde tot maandagmiddag en was het langste feest sinds de opening.

### Nieuwe club in het pand
In maart 2024 werd bekend dat er toch weer een club in het pand kwam. De bouw van woningen op de locatie is uitgesteld. Een nieuwe club genaamd Tilla Tec biedt een combinatie van dans, tentoonstellingen en eetgelegenheden.